# KRYニュースウェーブ
『KRY ニュースウェーブ』（ケイアールワイ ニュースウェーブ）は、山口放送ラジオで土曜の夕方に放送されていたラジオニュース番組。

## 平日版（KRYニュースウェーブ6）
平日版は『KRY ニュースウェーブ6』（ケイアールワイ ニュースウェーブ・シックス）と題して月曜 - 金曜 18:00 - 18:20の枠で放送。1999年4月放送開始。内容は全国ニュース（ネット受けではなくKRYスタジオから放送）、県内ニュース、天気予報、交通情報、スポーツ情報である。なお、過去には『コマツ・メジャーショウアップ』を内包していた。番組開始当初は池内博子（KRYアナウンサー）が全放送日を担当していたが、2010年の池内の退職以降、番組終了まではシフト制だった。
平日版は2017年3月30日で終了し、『KRYニュースジャンクション』にリニューアルした。
放送の流れ
- 6:00 オープニングBGM
- 6:01頃 全国ニュース
- 6:07頃 県内ニュース
- 6:13頃 道路交通情報
- 6:15頃 スポーツニュース
- 6:17頃 県内の天気

### 出演者
- 北川かす美
- 山本博子
- 清家律子

ほか

## 土曜版（KRYニュースウェーブ ウィークエンド）
土曜版は『KRY ニュースウェーブ ウィークエンド』（ケイアールワイ ニュースウェーブ・ウィークエンド）と題して土曜 17:40 - 18:00の枠で放送。平日版に遅れて2006年秋にスタートした。、
平日版とは構成が異なり、全国ネットニュース（ニュースパレード・ネットワークTODAY）を受けての放送ではなく、全国ネット番組である『ウィークエンドネットワーク』（TBSラジオ）を内包する形で放送される。
2021年3月27日放送終了。翌週の4月3日以降は「KRYニュースサタデー」に改題し、放送時間を17:50 - 18:00の10分間に短縮される。これに伴い「ウィークエンドネットワーク」は単独番組となる。
放送の流れ
- 5:40 オープニングBGM
- 5:41頃 全国ニュース
- 5:45 ウィークエンドネットワーク (TBSラジオ)
- 5:50 県内ニュース
- 5:55頃 スポーツニュース
- 5:58頃 県内の天気

### 主な出演者
2011年9月まではシフト制であったが、10月からは16:00からの『ラジKING GOLD』の女性パーソナリティがそのまま担当している（☆印）。16:55の『KRY道路交通情報』のセンター呼びかけ、ショートニュースと天気予報も兼務。
- ☆　中村衣里（山口放送アナウンサー、2020年9月まで）
- ☆　原田かおり（フリーアナウンサー[1]、2020年10月より）
- 北川かす美

ほか